# Bernardino Bergognone
Bernardino Bergognone (1455/1460 – 1525) è stato un pittore italiano del Rinascimento appartenuto alla scuola milanese.

## Biografia
Bernardino crebbe e lavorò in Lombardia. Fu assistente principale di suo fratello e collega, Ambrogio Bergognone, su importanti progetti in Lombardia nel 1490. L'uso delle dorature mordenti (l'adesivo a cui è attaccata la foglia d'oro) nella loro arte è caratteristico. Lo stile pittorico di Bernardino appare influenzato dal pittore lombardo Vincenzo Foppa.
La National Gallery di Londra espone una delle sue opere: La Vergine e il bambino con due angeli. Il nome Bernardino si trova sull'orlo del mantello della Vergine. Questo lavoro mostra somiglianze stilistiche con le opere di suo fratello Ambrogio al momento della loro collaborazione alla Certosa di Pavia, costituita dalla chiesa e dal convento dei certosini. Lì lavorò con suo fratello realizzando i disegni delle figure della Vergine, dei santi e degli apostoli per i banchi del coro, eseguiti in tarsia o intarsiati in legno da Bartolomeo Pola.